# Тритон колючий
Тритон колючий (Echinotriton chinhaiensis) — вид земноводних з роду Азійський ребристий тритон родини саламандрові. Інша назва «китайський колючий тритон».

## Опис
Загальна довжина становить 12—14 см. Спостерігається статевий диморфізм: самиця більша за самця. Голова широка, має трикутну форму. Леміше-піднебінні зуби мають форму буки «V» й розташовані у 2 рядки. Тулуб масивний, товстий. На відміну від іншого виду роду Азійський ребристий тритон позбавлений вторинних бородавок. Шкіра зерниста. Має 12 виступаючих ребер. Кінцівки сильні. Має 5 плеснових і 9 передплеснових кісток. Хвіст коротше тулуба.
Забарвлення темно-коричневе або чорне, лише нижня частина хвоста, клоака і підошви кінцівок жовто-помаранчеві.

## Спосіб життя
Полюбляє вічнозелені ліси, тримається по берегах дрібних водойм серед каменів або опалого листя. Зустрічається на висоті до 300 м над рівнем моря. Живиться переважно дощовими хробаками, равликами і сколопендрами.
Період розмноження триває з кінця березня по кінець квітня. Самиця відкладає 72—94 великих яєць в кілька кладок. Кладки розташовуються на землі серед опалого листя, в місцях близьких до водойм. Капсула яйця має у діаметрі 7,2-10,5 мм, саме яйце розміром у 3,2-3,8 мм. Самка не проявляє турботи про потомство і йде відразу після відкладання яєць. Час від відкладання яйця до початку метаморфози становить 110 діб.

## Розповсюдження
Мешкає у двох сусідніх долинах неподалік від міста Нінбо, що розташований на північному сході провінції Чжецзян (Китай).